# زیردریایی یو-۷۰۹
زیردریایی یو-۷۰۹ (به انگلیسی: German submarine U-709) یک زیردریایی بود که طول آن ۶۷٫۱ متر (۲۲۰ فوت ۲ اینچ) بود. این زیردریایی در سال ۱۹۴۲ ساخته شد.